# Allianz (Künstlergruppe)
Die allianz wurde 1937 als Vereinigung moderner Schweizer Künstler von Richard Paul Lohse und Leo Leuppi gegründet. Leuppi war Präsident der allianz bis 1954.
Die Künstlergruppe orientierte sich an der von Max Bill inspirierten Zürcher Schule der Konkreten, legte jedoch grösseres Gewicht auf die Farben als ihre Künstlerkollegen, die dem Konstruktivismus verpflichtet waren. Die Mitglieder der allianz widmeten sich hauptsächlich der konkreten und konstruktiven Kunst, doch waren auch Vertreter des Surrealismus und des Spätkubismus in der Gruppe aktiv und ihre Werke in den Gruppenausstellungen präsent.
Die erste Gruppenausstellung Neue Kunst in der Schweiz fand 1938 in der Kunsthalle Basel statt, die letzte 1954 im Helmhaus in Zürich.
1940 gab die Künstlergruppe den Almanach neuer Kunst in der Schweiz mit Reproduktionen der Mitglieder und Werken von Paul Klee, Le Corbusier und Kurt Seligmann heraus. Der Almanach enthielt Texte von Bill, Leuppi, Le Corbusier, Seligmann, Sigfried Giedion und anderen.

## Mitglieder
- Otto Abt
- Hans Aeschbacher
- Alfred Bartoletti
- Max Bill
- Werner Bischof
- Walter Bodmer
- Gertrud Debrunner
- Heinrich Eichmann
- Theo Eble
- Hans Erni, Mitbegründer
- André Evard
- Maria Clara Friedrich
- Robert S. Gessner
- Fritz Glarner
- Diogo Graf
- Camille Graeser
- Hansegger
- Max Huber
- Anna Indermaur
- Leo Leuppi
- Richard Paul Lohse
- Verena Loewensberg
- Ernst Maass
- Meret Oppenheim
- Sophie Taeuber-Arp
- Rudolf Urech-Seon
- Jürg Spiller

## Ausstellungen
- 1938 Neue Kunst in der Schweiz, Kunsthalle Basel
- 1942 Kunsthaus Zürich
- 1944 Galerie des Eaux Vives, Zürich
- 1954 allianz, Helmhaus Zürich